# Torbia
Torbia is een geslacht van rechtvleugeligen uit de familie sabelsprinkhanen (Tettigoniidae). De wetenschappelijke naam van dit geslacht is voor het eerst geldig gepubliceerd in 1869 door Walker.

## Soorten
Het geslacht Torbia omvat de volgende soorten:
- Torbia costulata Brunner von Wattenwyl, 1878
- Torbia elderi Tepper, 1892
- Torbia indivisa Tepper, 1892
- Torbia perficita Walker, 1869
- Torbia viridissima Brunner von Wattenwyl, 1878